# Penchen Sangpo Trashi
| Tibetische Bezeichnung                             |
| -------------------------------------------------- |
| Tibetische Schrift: པཎ་ཆེན་བཟང་པོ་བཀྲ་ཤིས་             |
| Wylie-Transliteration: paN chen bzang po bkra shis |
| Chinesische Bezeichnung                            |
| Vereinfacht: 班钦•桑布扎西                         |
| Pinyin:Banqin Sangbu Zhaxi                         |

Penchen Sangpo Trashi (* 1410; † 1478) war ein bedeutender Geistlicher der Gelug-Schule des tibetischen Buddhismus und Gründer des Gangchen-Klosters (1442), einer der führenden Lehrinstitutionen von Tsang im 16. und 17. Jahrhundert.
Nach dem Tod seines Lehrers Gendün Drub – der postum zum 1. Dalai Lama ernannt wurde – war Sangpo Trashi als dessen Nachfolger vier Jahre Abt des Klosters Trashilhünpo. Sein Nachfolger wiederum war Penchen Lungrig Gyatsho (paN chen lung rigs rgya mtsho), ebenfalls ein Schüler von Gendün Drub.
Neben Tsangchung Chödrag (gtsang chung chos grags) sowie dem 1. Phagpa Lha ( 'phags pa lha) Phagpa Dechen Dorje ( 'phags pa bde chen rdo rje; 1439–1487) und Norsang Gyatsho (nor bzang rgya mtsho; 1423–1517) war Penchen Sangpo Trashi einer der Hauptschüler von Trichen Lodrö Chökyong (khri chen blo gros chos skyong), dem 5. Ganden Thripa (dga' ldan khri pa).

## Zitate
„Panchen Zangpo Tashi, one of Lama Gangchen’s reincarnations, founded the Gangchen Choepel Ling monastery. His successor, the second regent of the throne, was Drubchok Ghialwa Sandrup – a great yogi and master who gave various philosophical teachings.“

## Werke
- paN chen bzang po bkra shis kyi gsung 'bum (Gesammelte Werke von Penchen Sangpo Trashi)